# Ернест Перошон
Ернест Перошон (фр. Ernest Pérochon; 24 лютого 1885, м. Курле, департамент Де-Севр, Франція — 10 лютого 1942, Ніор) — французький письменник.

## Творчість
Ернест Перошон отримав Гонкурівську премію в 1920 році за книгу «Нене». Він викладав до 1920 року в початковій школі, а потім працював вільним письменником. Його твори включають вірші, романи, науково-фантастичні та дитячі книги. Він, крім «Нене», відомий книгами, такими як La parcelle 32 (1922) та Chemin de plaine (1922, сентиментальний, легендарний сатиричний вчительський щоденник). Події початку Першої світової війни були зображені в книзі «Les Gardiennes».